# Video2
Video2 è stata un'emittente televisiva della provincia di Palermo facente parte della società C.T.P. Centro-tv-Palermo. La sede era a Palermo in corso Scinà.

## Storia e palinsesto
Aveva un palinsesto più corposo rispetto alla sorella Canale 33; venivano trasmessi film e telefilm, marchiati Canale Italia. La programmazione era quasi tutta Canale Italia, a parte i seguenti programmi:
- "Millevoci" di Gianni Turco
- Obiettivo Sicilia conduce Giuseppe Incandela
- Rassegna Stampa di Giuseppe Incandela
- L'editoriale di Giuseppe Scianò

Queste ultime tre trasmissioni erano prodotte in sede.
Il notiziario locale, Tv News, era fornito dalla Mediactivity; ne usufruivano anche diverse emittenti locali a Palermo.
Negli ultimi anni prima della chiusura avvenuta a febbraio 2018 (dopo aver smesso di trasmettere programmi forniti da Canale Italia), l'emittente, insieme a Canale 33, trasmetteva quasi esclusivamente televendite.
Video2 (insieme alle altre reti del gruppo CTP, ovvero: Canale 33, Telereporter, Radio Junior TV (e la sua versione solo audio denominata Radio Junior), TRS Tele Radio Satellite, Video Italia 1, Video Italia 2 e Video Italia 3), ha chiuso definitivamente i battenti il 1º febbraio 2018, come conseguenza della sentenza del MISE dell'anno precedente che ne decretava la sua chiusura per non aver ottemperato in tempo utile nella presentazione della domanda di concessione nel 2012. Alla fine di febbraio 2018, di conseguenza, è stato chiuso il sito web del gruppo CTP (Centro Televisivo Palermo), dove era possibile seguire la diretta dei canali del gruppo, oltre che rivedere le puntate dei loro programmi autoprodotti.